# قانون مدنی ایران
قانون مدنی ایران نخستین قانون مدون ایران به سبک جدید است که در سال ۱۲۹۸ و در دوره احمد شاه توسط سید محمد فاطمی قمی در کمیسیونی به ریاست وی تدوین شد. اعضای این کمسیون عبارت بودند از: سید نصرالله اخوی، سید محمد یزدی؛ سید محمد رضا سادات افجه ای، سید حبیب‌الله، میرزا احمدخان رئیس اداره امور به دلیل دوران فترت و مشکلات پیش آمده تصویب این قانون تا سال ۱۳۰۷ و پادشاهی رضا شاه معطل می‌ماند.
در سال ۱۳۰۷به همت علی اکبر داور وقت و با تشکیل مجدد کمسیونی تلاش برای تدوین و تصویب مجلد قانون مدنی آغاز می‌گردد. این قانون با کمک سید نصرالله اخوی، محسن صدر، سید محمد کاظم عصار، محمد رضا ایروانی بر پایه نوشتار سید محمد فاطمی قمی و … در سال۱۳۰۷ به تصویب مجلس شورای ملی ایران می‌رسد. برای تدوین مجلدهای دوم و سوم قانون مدنی کمسیونی شامل حقوق دانان و فقها و قضات که عبارت بودن از :محسن صدر (صدرالاشراف)، متین دفتری، جواد عامری، محمد بروجردی، اسدالله ممقانی، سید نصرالله تقوی، مصطفی عدل، سید محمد فاطمی قمی و سید محمدرضا افجه ای تشکیل شده و تدوین مجلدهای قانون اساسی و تصویب آن در مجالس شورای ملی تا سال ۱۳۲۳ به طول می‌انجامد.
این قانون از یک مقدمه و سه جلد تشکیل و دارای ۱۳۳۵ ماده می‌باشد. «مقدمه» به بررسی قواعد کلی انتشار قوانین می‌پردازد. جلد اول به نام «در اموال» مقررات مربوط به اموال را در بر می‌گیرد. جلد دوم به نام «در اشخاص» مقررات مربوط به خانواده و روابط انسانی اشخاص را وضع نموده است. جلد سوم «در ادله اثبات دعوی» نیز روش‌های اثبات ادعا و مقررات مربوط به هریک را تبیین می‌نماید.
مستند و دلیل شرعی هر یک از مواد قانون مدنی در کتاب مستند فقهی قانون مدنی توسط پژوهشکده حقوق و قانون ایران بیان شده است.

## در مقدمه و انتشار و آثار و اجرای قوانین به‌طور عموم
مقدمه از ۱۰ ماده تشکیل شده است و در آن طریق انتشار قوانین، مدت زمان لازم الاتباع شدن آن، قلمرو جغرافیایی و اشخاص تحت حاکمیت آن را اعلام می‌نماید. همچنین در ماده ۱۰ خود، ساختار بنیادین عقود غیرمعین را پایه‌گذاری می‌نماید. به موجب این ماده: «قراردادهای خصوصی نسبت به کسانی که آن را منعقد نموده‌اند، در صورتی که مخالف صریح قانون نباشد، نافذ است.»

## جلد اول: در اموال
جلد اول قانون مدنی از ماده ۱۱ الی ۹۵۵ و در قالب سه کتاب تشکیل گردیده است. کتاب اول انواع اموال و حقوقی که اشخاص می‌توانند نسبت به اموال داشته باشند را تعیین نموده است. کتاب دوم اختصاص به اسباب تملک دارد و به‌طور کلی طریق مالک شدن نسبت به اموال را تبیین نموده است. در کتاب سوم نیز برخی مقررات عمومی و اصطلاحات به کار رفته در قسمت‌های دیگر قانون را تعریف نموده است.

### کتاب اول: در بیان اموال و مالکیت به‌طور عمومی
کتاب اول قانون مدنی در دو باب (قسمت) از ماده ۱۱ الی ۱۳۹ تشکیل شده است که در باب اول، انواع اموال (منقول - غیرمنقول - غیره) را تعریف و مصادیق آنها را ذکر می‌نماید و در باب دوم، حقوق مالکیت و انتفاع و ارتفاق را شرح و توضیح می‌دهد. همچنین در ضمن بررسی حق انتفاع، قواعد مربوط به وقف را نیز وضع می‌نماید.

#### باب اول - در بیان انواع اموال
در این باب که از ماده ۱۱ الی ۲۸ است، قانونگذار ابتدا در ماده ۱۱ اقسام اموال را معرفی می‌نماید و سپس در سه فصل به ترتیب، تعریف و مثال‌های «اموال غیرمنقول» و «اموال منقول» و «اموالی که مالک خاص ندارند» را ذکر می‌نماید.

#### باب دوم - در حقوق مختلفه که برای اشخاص نسبت به اموال است
در این باب که از ماده ۲۹ الی ۱۳۹ است، قانونگذار ابتدا در ماده ۲۹، سه قسم از حقوق را به نام‌های «حق مالکیت» و «حق انتفاع» و «حق ارتفاق» را معرفی و سپس در سه فصل مستقل به ترتیب مقررات مربوط به آنها را وضع نموده است. همچنین قانونگذار در ذیل قصل «حق انتقاع» مقررات مربوط به «وقف» و در ذیل فصل «حق ارتفاق» قواعد مربوط به حریم املاک و آثار مجاورت امکلاک را نیز وضع نموده است.

### کتاب دوم: در اسباب تملک
کتاب دوم قانون مدنی در چهار قسمت از ماده ۱۴۰ الی ۹۴۹ تشکیل شده است و بیشترین و مهم‌ترین مقررات را دربر گرفته است. در این کتاب قانونگذار طی ماده ۱۴۰ به‌طور کلی چهار روش برای ایجاد مالکیت وضع نموده که هر روش، یک قسمت را به خود اختصاص داده است: «احیاء اراضی موات و حیازت اشیاء مباحه» و «عقود و معاملات و الزامات» و «اخذ به شفعه» و «وصیت و ارث». با این وجود، قانونگذار برخلاف عنوان انتخابی، در این قسمت مقررات مربوط به اموری که اساساْ ارتباطی به ایجاد مالکیت ندارند را نیز تعیین نموده است. به عبارت دقیق تر، قلمرو مقررات مندرج در کتاب دوم وسیع تر از قلمرو عنوان کتاب است.

#### قسمت اول: در احیاء اراضی موات و حیازت اشیاء مباحه
این قسمت از ماده ۱۴۱ الی ۱۸۲ قانون مدنی را دربر گرفته است و به‌طور کلی، مقررات مربوط به تملک اموالی که مالک مشخص را وضع نموده و مشتمل بر شش باب است: در احیاء اراضی موات و مباحه (مقررات مربوط به مالک شدن زمین)، در حیازت مباحات (مقررات مربوط به مالک شدن اموالی که ایجاد می‌شوند)، در معادن (مقررات مربوط به مالک شدن معدن)، در اشیاء پیدا شده و ضاله، در دفینه، در شکار است. اغلب مقررات این قسمت به موجب قوانین خاص، نسخ (بی‌اعتبار) شده‌اند.

#### قسمت دوم: در عقود و معاملات و الزامات
این قسمت از مواد ۱۸۰ الی ۸۰۷ تشکیل گردیده و قواعد مربوط به تعاملات اجتماعی را وضع نموده و مشتمل بر سه باب است:

##### باب اول - در عقود و تعهدات به‌طور کلی
در این باب، قانونگذار مقررات کلی و عمومی مربوط به قراردادها (صرف نظر از کارکرد آنها) را وضع نموده است؛ مقرراتی مانند اقسام عقود، شرایط صحت قراردادها، اثر معاملات، شروط ضمن عقد، معاملات نسبت به مال غیر و انحلال قراردادها.

##### باب دوم - در الزاماتی که بدون قرارداد حاصل می‌شود
در این باب، قانونگذار از مفهوم «قرارداد» فراتر رفته و تعهداتی که بدون قرارداد بر اشخاص تحمیل می‌گردد را وضع نموده است و آن را «ضمان قهری» (zemaane ghahri) یا «مسئولیت مدنی» نامگذاری کرده است. اقداماتی مانند غصب (تصرف غیرمجاز مال دیگری) یا اتلاف (از بین بردن مستقیم مال دیگری) یا تسبیب (از بین بردن غیرمستقیم مال دیگری) در این باب قانونگذاری شده‌اند.

##### باب سوم - در عقود معینه مختلفه
در این باب، قانونگذار مقررات جزئی مربوط به ۱۹ قرارداد به خصوص را تعیین کرده و آنها را «عقود معین» نامیده است. در نقطه مقابل، عقودی که قانونگذار مقررات جزئی آنها را تعیین نکرده است، «عقود غیرمعین» یا «قراردادهای خصوصی» نامیده می‌شوند که در قسمت مقدمه - ماده ۱۰ - بنای آن وضع گردیده بود. عقود معین مندرج در قانون مدنی عبارتند از: - بیع (bey'e): قرارداد مربوط به خرید و فروش مال مشخص
- بیع شرط: قرارداد مربوط به خرید و فروش مال مشخص با حق استرداد
- معاوضه: قرارداد مربوط به معامله پایاپای دو مال - اجاره: قرارداد مربوط به مالک منافع شدن مال متعلق به دیگری برای مدت مشخص - مزارعه (mozaare-e) و مساقات (mosaaghaat): قرارداد مربوط به انجام کشاورزی یا باغبانی در مزرعه یا باغ دیگری و شراکت در سود یا ضرر
- مضاربه (mozaarebe): قرارداد مربوط به انجام تجارت توسط سرمایه دیگری و شراکت در سود یا ضرر
- جعاله (jo-aale): قرارداد مربوط به انجام کار برای دیگری
- شرکت: قرارداد مربوط به مالک شدن چند شخص نسبت به یک مال یا قرارداد مدیریت مال مشاع توسط یک شخص
- ودیعه: قرارداد مربوط به نگه داری از مال دیگری
- عاریه: قرارداد مربوط به استفاده از مال دیگری
- قرض: قرارداد مربوط به دادن مال به دیگری و استرداد مثل آن
- قمار و گروبندی: قراردادهای متکی بر شانس یا احتمال
- وکالت: قرارداد مربوط به اعطای اختیار به دیگری
- ضمان عقدی (zemaane aghdi): قرارداد مربوط به پذیرفتن دین (بدهی) دیگری
- حواله: قرارداد مربوط به انتقال طلب یا انتقال بدهی شخص به ثالث
- کفالت (kefaalat): قرارداد مربوط به حاضر نمودن شخص دیگری نزد ثالث
- رهن: قرارداد مربوط به وثیقه گذاشتن یک مال در ازاء بدهی مشخص خود یا دیگری
- هبه (hebe): قرارداد مربوط به هدیه دادن

#### قسمت سوم: در اخذ به شفعه
این قسمت از مواد ۸۰۸ الی ۸۲۴ تشکیل گردیده و مربوط به یک شیوه مشخص مالک شدن است.

#### قسمت چهارم: در وصایا و ارث
این قسمت از مواد ۸۲۵ الی ۹۴۹ تشکیل گردیده و در دو باب، قواعد و مقررات «وصیت» و «ارث» را به ترتیب وضع نموده است.

##### باب اول - در وصایا
این باب مشتمل بر ۵ فصل می‌باشد: کلیات و شرایط موصی (musi - وصیت کننده)، موصی به (musa-be - موضوع وصیت)، موصی له (musa-lah - ذی‌نفع وصیت)، وصی (vasi - شخصی که انجام وصیت بر عهده او گذاشته شده است)

##### باب دوم - در ارث
این باب مشتمل بر ۶ فصل می‌باشد: طبقات مختلف ارث، در تحقق ارث، در شرایط ارث بری، موانع ارث بری، وراث و سهم الارث آنها

### کتاب سوم: در مقررات مختلفه
این کتاب که کوچک‌ترین کتاب و دارای ۶ ماده (مواد ۹۵۰ الی ۹۵۵) است، اقدام به تعریف برخی اصطلاحات به کار رفته در قسمت‌های دیگر (مانند مال مثلی (mesli) - تعدی - تفریط - تقصیر) نموده است و همچنین یک مقرره در خصوص نوع خاصی از عقود (عقد جایز) دارد و نهایتاْ قلمرو زمانی این قانون را اعلام نموده است.

## جلد دوم: در اشخاص
جلد دوم قانون مدنی متشکل از ده کتاب بوده و از ماده ۹۵۶ الی ۱۲۵۶ است.

### کتاب اول- در کلیات
در این کتاب که از ماده ۹۵۶ الی ۹۷۵ تشکیل گردیده است، قانونگذار ابتدا اشخاصی که می‌توانند صاحب حق شوند را مشخص و سپس شرایط آن را اعلام نموده است. همچنین مقررات مربوط به حل تعارض قوانین (قواعد بین‌الملل خصوصی) را در خصوص ازدواج، فرزندخواندگی، ارث، اسناد و غیره تعیین نموده است.

### کتاب دوم- در تابعیت
در این کتاب که از ماده ۹۷۶ الی ۹۹۱ تشکیل گردیده است، اشخاص دارای تابعیت ایرانی را معرفی و سپس روش تحصیل آن را برای اشخاص غیر ایرانی وضع نموده است. همچنین مقرراتی در خصوص اشخاص دو تابعیتی و سلب مالکیت آنها دارد که این قسمت، عملاْ اجرا نمی‌گردد.

### کتاب سوم- در اسناد سجل احوال
در این کتاب که از ماده ۹۹۲ الی ۱۰۰۱ تشکیل گردیده است، مقررات مربوط به اسناد هویت اشخاص دارای تابعیت ایرانی وضع گردیده است.

### کتاب چهارم- در اقامتگاه
در این کتاب که از ماده ۱۰۰۲ الی ۱۰۱۰ تشکیل گردیده است، مفهوم حقوقی اقامتگاه برای اشخاص مختلف (اشخاص حقیقی - اشخاص حقوقی - مأمورین خارجی - همسر و فرزندان - غیره) تعیین گردیده است.

### کتاب پنجم - درغایب مفقود الاثر
در این کتاب که از ماده ۱۰۱۱ الی ۱۰۳۰ تشکیل گردیده است، تعریف و مقررات مربوط به غایب مفقود الاثر و تشریفات مربوط به احراز مفقود الاثر بودن یک شخص و آثار حاکم بر آن وضع شده است.

### کتاب ششم - در قرابت
در این کتاب که از ماده ۱۰۳۱ الی ۱۰۳۳ است، اقسام قرابت و طبقات آن (به عنوان مقدمه برای مباحث بعدی) تعریف شده است.

### کتاب هفتم - در نکاح و طلاق
این کتاب از ماده ۱۰۳۴ الی ۱۱۵۷ تشکیل گردیده است، دارای دو باب بسیار مهم «نکاح» و «انحلال نکاح» است.

#### باب اول - در نکاح
این باب مشتمل بر هشت فصل می‌باشد و کلیه مقررات مربوط به ازدواج - اعم از دایم و موقت - در آن وضع شده است.

##### فصل اول - در خواستگاری
در این فصل شرایط خواستگاری و آثار آن و همچنین طریق برهم خوردن خواستگاری و آثار آن مربوط به استرداد هدایایی که هر طرف یا خانواده او به طرف مقابل داده است، تعیین شده است.

##### فصل دوم - در قابلیت صحی برای ازدواج
در این فصل، شرایط لازم برای ازدواج از قبیل سن، ضرورت رضایت پدر برای ازدواج دختر باکره و تشریفات عدم رضایت پدر در ازدواج تبیین شده است.

##### فصل سوم - در موانع نکاح
در این فصل موانع ازدواج اعلام گردیده است. این موانع برخی مربوط به شخص مقابل است (مانند ممنوعیت ازدواج خواهر و برادر با هم یا داماد با مادر زن یا عروس با پدر شوهر و غیره) است، برخی مربوط به محل نکاح است (مانند ممنوعیت ازدواج در زمان احرام)، برخی مربوط به ممنوعیت مذهبی است (منع ازدواج زن مسلمان با مرد غیرمسلمان) و نهایتاْ برخی مربوط به ممنوعیت ازدواج بین زن و شوهری است که سه طلاق یا نه طلاق میان آنها اتفاق افتاده است.

##### فصل چهارم - شرایط صحت نکاح
در این فصل شرایط عمومی و اختصاصی لازم برای معتبر بودن ازدواج تعیین شده است. همچنین ممنوعیت درج برخی شروط در ازدواج و همچنین آثار ازدواج اکراهی وضع شده است.

##### فصل پنجم - وکالت در نکاح
در این فصل شرایط عمومی و اختصاصی برای انجام ازدواج به وکالت از طرف دیگری تبیین شده است.

##### فصل ششم - در نکاح منقطع
این فصل مشخصاْ اختصاص به مقررات خاص ازدواج موقت دارد که قانونگذار آن را «نگاح منقطع» نامیده است و فقط دارای سه ماده می‌باشد زیرا سایر مقررات این نوع ازدواج، تابع قواعد کلی ازدواج دایم است.

##### فصل هفتم - در مهر
این فصل مقررات مربوط به انواع مهریه (مهرالمسمی، مهرالمثل، مهرالمتعه)، شرایط اعتبار و مطالبه مهریه و همچنین آثار فوت یا طلاق یا فسخ نکاح بر قرارداد مهریه را وضع نموده است.

##### فصل هشتم - در حقوق و تکالیف زوجین نسبت به یکدیگر
این فصل نیز در نهایت، حقوق و وظایف مرد و زن را پس از ازدواج در برابر یکدیگر تعیین نموده است.

#### باب دوم - در انحلال نکاح
این باب مشتمل بر دو فصل و در بر گیرنده مواد ۱۱۲۰ الی ۱۱۵۷ می‌باشد که در ابتدا، ماده ۱۱۲۰ به‌طور کلی عوامل انحلال نکاح را به ترتیب «فسخ» یا «طلاق» یا «بذل مدت در عقد انقطاع» نام برده است.

##### فصل اول - در مورد امکان فسخ نکاح
در این فصل، قانونگذار شرایط و موجبات فسخ نکاح را معرفی و زمان مؤثر بودن و آثار فسخ را تعیین کرده است. اهم این موجبات عبارتند از: جنون، عیوب ویژه مرد، عیوب ویژه زن، امراض مقاربی، عدم پرداخت نفقه و غیره. همچنین در این فصل، قواعد مربوط به عسر و حرج زوجه و تقاضای انحلال نکاح توسط او نیز برری گردیده است.

##### فصل دوم - در طلاق
در این فصل، ابتدا موجبات طلاق و سپس تشریفات انجام آن (شرایط مرد و زن و شهود) معین شده است. همچنین انواع طلاق و مدت عده (edde - مدتی که بعد از انحلال نکاح، زن امکان ازدواج مجدد ندارد) تبیین گردیده است.

### کتاب هشتم - در اولاد
این کتاب که از ماده ۱۱۵۸ الی ۱۱۹۵ تشکیل گردیده است، دارای سه باب می‌باشد.

#### باب اول - در نسب
در این باب، مقررات مربوط به تعیین نسب، تشریفات اثبات یا نفی نسب و قواعد مربوط به تولد فرزند ناشی از زنا وضع شده است.

#### باب دوم - در نگهداری و تربیت اطفال
در این باب، مقررات مربوط به نگهداری و تربیت (حضانت) اطفالی که والدین آنها جدا از یکدیگر زندگی می‌کنند یا یکی از آنها یا هر دو فوت شده‌اند، تعیین گردیده است.

#### باب سوم - در ولایت قهری پدر و جد پدری
در این باب، مقررات مربوط به سرپرستی امور حقوقی طفل (ولایت) به نفع پدر و جد پدری (پدر بزرگ پدری) و شرایط عدم حضور هرکدام تعیین گردیده است. همچنین مقرراتی در خصوص تعیین سرپرست توسط ولی برای طفل نیز وضع شده است.

### کتاب نهم - در خانواده
این کتاب که از ماده ۱۱۹۵ الی ۱۲۰۶ تشکیل گردیده است، مقررات مربوط به انفاق (پرداخت نفقه) میان خانواده (پدر یا مادر به فرزند و بالعکس) و میزان و شرایط پرداخت این نفقه تعیین شده است.

### کتاب دهم - در حجر و قیمومت
این کتاب که از ماده ۱۲۰۷ الی ۱۲۵۶ تشکیل گردیده است، مقررات مربوط به حجر (ناتوانی در اداره اموال) و سرپرستی را وضع نموده و مشتمل بر ۵ فصل می‌باشد: کلیات، موارد نصب قیم و تشریفات آن، اختیارات و مسئولیت قیم، عزل قیم و خروج شخص ناتوان از تحت قیمومت.

## جلد سوم: در ادله اثبات دعوی
جلد سوم قانون مدنی متشکل از پنج کتاب بوده و از ماده ۱۲۵۷ الی ۱۳۳۵ است. قانونگذار ابتدا در ماده ۱۲۵۷ شخصی که مکلف به اثبات ادعا است را تعیین نموده و سپس در ماده ۱۲۵۸ روش‌های اثبات ادعا را اعلام کرده که بر ۵ قسم می‌باشند.

### کتاب اول - در اقرار
این کتاب مشتمل بر دو فصل و در بر گیرنده مواد ۱۲۵۹ الی ۱۲۸۳ می‌باشد و قانونگذار ابتدا شرایط اقرار و اقرارکننده را اعلام نموده و سپس آثار اقرار صحیح و قلمرو اثبات آن و شرایط عدول از آن را تبیین کرده است.

### کتاب دوم - در اسناد
این کتاب در بر گیرنده مواد ۱۲۸۴ الی ۱۳۰۵ می‌باشد و در آن انواع سند (عادی - رسمی - در حکم سند رسمی) و شرایط استناد پذیری آنها و قلمرو اثبات آنها به نفع یا ضرر استناد کننده تعیین شده است. همچنین مقررات مربوط به تاریخ سند و میزان تأثیر آن نسبت به طرفین و اشخاص ثالث مورد حکم قرار گرفته است.

### کتاب سوم - در شهادت
این کتاب مشتمل بر دو فصل و در بر گیرنده مواد ۱۳۰۶ الی ۱۳۲۰ می‌باشد و قانونگذار ابتدا مقررات مربوط به شهادت و سپس شرایط شهادت و شاهد و جرح آن را (بی‌اعتبار کردن شاهد) را وضع نموده است. با این وجود بخش اعظم مقررات مربوط به شهادت، پس از انقلاب اسلامی ایران توسط شورای نگهبان بی‌اعتبار اعلام گردیده است.

### کتاب چهارم - در امارات
این کتاب در بر گیرنده مواد ۱۳۲۱ الی ۱۳۲۴ می‌باشد و مقررات مربوط به تشخیص و آثار اوضاع و احوالی که معمولاْ دلالت بر موضوع مشخصی می‌نمایند (اماره - amare) را وضع نموده است.

### کتاب پنجم - در قسم
این کتاب در بر گیرنده مواد ۱۳۲۵ الی ۱۳۳۵ می‌باشد، مقررات مربوط به تشریفات قسم، شخصی که مکلف به قسم است، آثار قسم و آثار امتناع از قسم و همچنین مواردی که شخص علاوه بر ارائه دلیل، در هر صورت مکلف به قسم است را تشریح نموده است.

## اصلاح قانون

### مصوب ۱۳۶۱
قانون اصلاح موادی از قانون مدنی (مصوب ۱۳۶۱) قانونی است مشتمل بر ۴۷ ماده و ۸ تبصره، که به موجب آن سیزده ماده از قانون مدنی حذف، سه ماده اضافه و سی و یک ماده نیز اصلاح شدند.